# Kalevi Kivistö

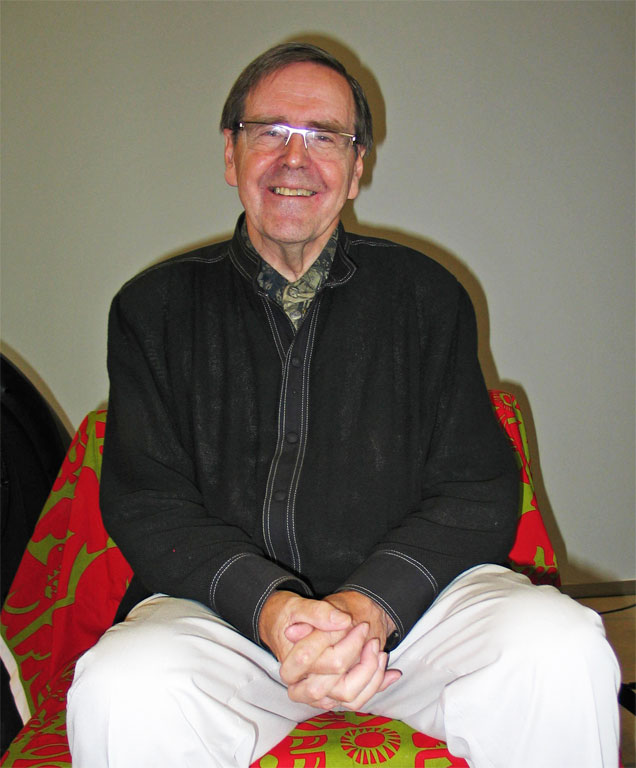
Kalevi Kivistö.

Kalevi Johannes Kivistö, född 23 mars 1941 i Kurikka, är en finländsk politiker och ämbetsman.
Kivistö blev politices licentiat 1969 och var ursprungligen lärare vid Jyväskylä universitet. Han invaldes i Finlands riksdag 1972 och var kulturminister i flera regeringar 1975–1982 och undervisningsminister 1982. Han var ordförande i Demokratiska förbundet för Finlands folk (DFFF) 1979–1985 och deras kandidat i presidentvalet 1982. Han var landshövding i Mellersta Finlands län 1985–1997 och överdirektör för undervisningsministeriets kulturpolitiska avdelning 1997–2004. Han blev hedersdoktor i gymnastik- och idrottsvetenskaper 1982 och tilldelades ministers titel 2005.

## Utmärkelser
- Kommendörstecknet av Finlands Vita Ros’ orden[1]
- Storofficer av Leopoldsorden[1]
- Nationalförtjänstorden[1]
- Kommendörstecknet av Finlands Lejons orden[1]
- Militärens förtjänstmedalj[2]

[Redigera Wikidata]